# Yves Boisset

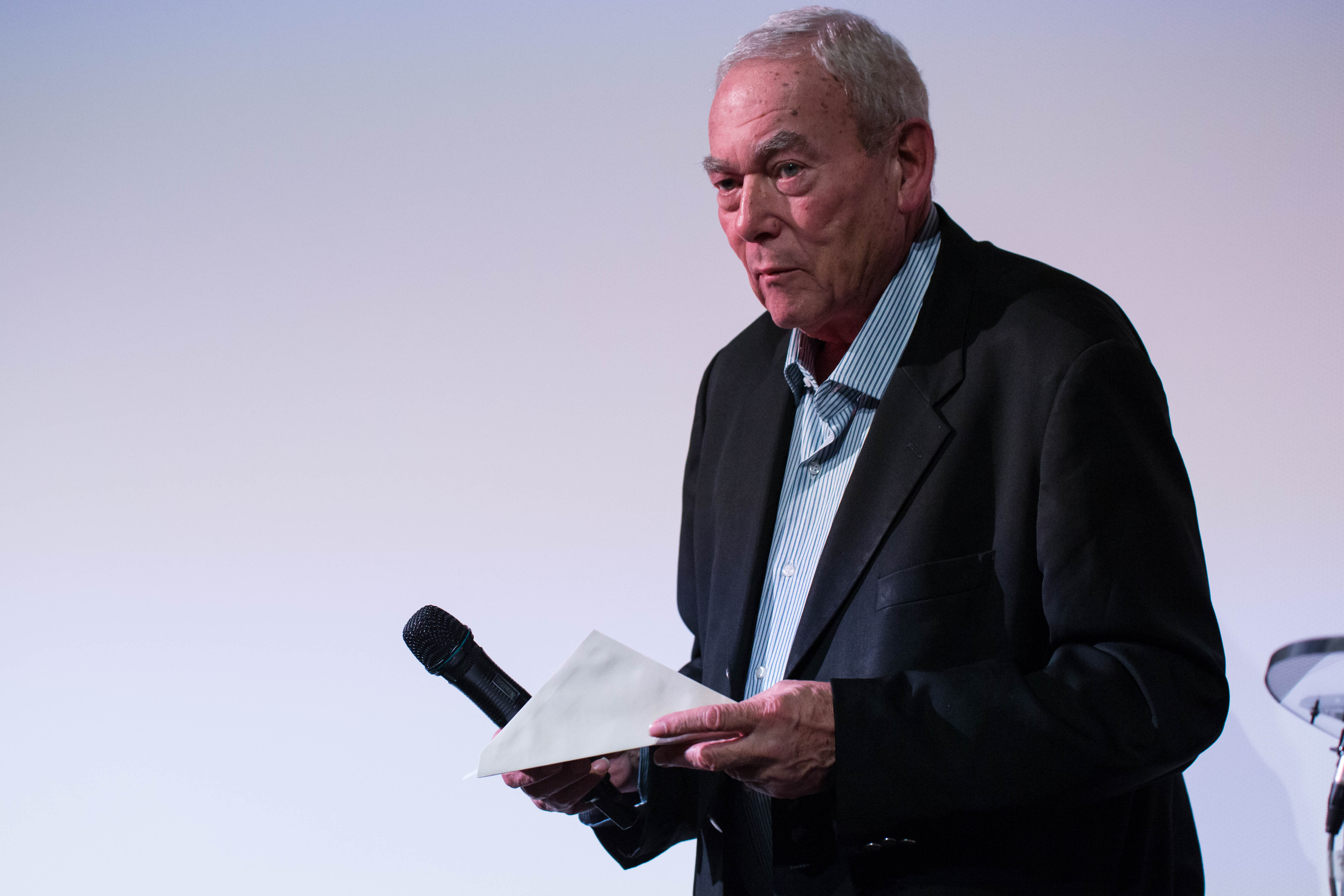
Boisset vid Cinespaña 2015.

Yves Boisset, född 13 mars 1939 i Paris, död 31 mars 2025 i Levallois-Perret, Hauts-de-Seine, var en fransk filmregissör och manusförfattare. Han vann juryns specialpris vid filmfestivalen i Berlin 1975 för Oskyldigt offer och tilldelades Louis Delluc-priset 1976 för Man kallade honom sheriffen. Till hans kändaste filmer hör även En lila taxi från 1977, som bygger på en roman av Michel Déon och tävlade vid filmfestivalen i Cannes, och Pengarna eller livet från 1983, en mediakritisk framtidsskildring efter en novell av Robert Sheckley.

## Filmer i urval
- Cran d'arret (1969)
- Snuten (1969)
- Le saut de l'ange (1971)
- Attentat! (1972)
- Oskyldigt offer (1975)
- Folle à tuer (1975)
- Man kallade honom sheriffen (1976)
- En lila taxi (1977)
- Polisinspektören (1979)
- Espion lève-toi (1982)
- Jakt utan nåd (1983)
- Pengarna eller livet (1983)